# Rudnjak
Rudnjak (em cirílico: Рудњак) é uma vila da Sérvia localizada no município de Kraljevo, pertencente ao distrito de Ráscia, na região de Zapadno Pomoravlje. A sua população era de 181 habitantes segundo o censo de 2011.

## Demografia
| 1948 | 1953 | 1961 | 1971 | 1981 | 1991 | 2002 | 2011 |
| ---- | ---- | ---- | ---- | ---- | ---- | ---- | ---- |
| 750  | 770  | 780  | 623  | 487  | 387  | 278  | 181  |